# Béost
Béost é uma comuna francesa na região administrativa da Nova Aquitânia, no departamento dos Pirenéus Atlânticos. Estende-se por uma área de 40,8 km². Em 2010 a comuna tinha 224 habitantes (densidade: 5,5 hab./km²).